# Friedrich Eberhard Gieseler
Friedrich Eberhard Gieseler (* 23. Januar 1839 in Hüllhorst; † 11. Dezember 1921 in Bonn) war ein deutscher Physiker und Maschinenbauingenieur.

## Leben und Werk
Friedrich Eberhard Gieseler ging nach dem Besuch des Königlichen Gewerbeinstitutes in Berlin zwei Jahre als Ingenieur nach England. Er legte das Lehrerexamen für Mathematik, Mechanik und Maschinenbau ab und unterrichtete auf dieser Basis an den Gewerbeschulen in Elberfeld und Saarbrücken.
Von 1868 bis 1873 übernahm er die technische Leitung der Nähmaschinenfabrik und Eisengießerei H. Koch & Co in Bielefeld. 1874 folgte er als Dozent und Professor für Physik, Mechanik und Maschinenbau an die Landwirtschaftliche Akademie Bonn-Poppelsdorf. Im folgenden Jahr promovierte er mit einer Arbeit über Die Theorie der Centrifugalpumpen an der Universität Göttingen. Ab diesem Moment nahm er eine führende Rolle im Maschinenprüfungswesen der Deutschen Landwirtschaftsgesellschaft ein.
„In den Kreisen der Wissenschaft hat[te] er dem landwirtschaftlichen Maschinenwesen eine bis dahin vielfach verweigerte Anerkennung verschafft. 1914 trat G[ieseler] in den Ruhestand.“